# Sant Jaume de Corbins
Sant Jaume de Corbins és una església barroca de Corbins (Segrià) inclosa a l'Inventari del Patrimoni Arquitectònic de Catalunya.

## Descripció
Església d'una nau central i dues laterals amb volta de canó, situada com a afegit d'un seguit d'edificacions, que és proposa conformar una plaça d'època neoclàssica però que degut al barranc que hi ha al darrere, envaeix el solar de la plaça. Façana de carreus regulars de pedra picada a la principal i carreus irregulars a la lateral. Detalls neoclàssics i imagineria barroca.

## Història
A la guerra civil es van destruir documents i es feu malbé la façana.